# What Goes On (píseň, The Velvet Underground)
„What Goes On“ je píseň americké hudební skupiny The Velvet Underground, jejímž autorem byl Lou Reed. Její původní studiová verze vyšla na třetím albu kapely nazvaném The Velvet Underground v roce 1969 (vydavatelství MGM Records). Píseň rovněž vyšla jako singl, přičemž jako jeho B-strana posloužila píseň „Jesus“. Nahrána byla společně s ostatními písněmi z desky The Velvet Underground v hollywoodském nahrávacím studiu TTG Studios v posledních měsících roku 1968. V této originální studiové nahrávce hráli Lou Reed (zpěv, kytara), Sterling Morrison (kytara), Maureen Tuckerová (bicí) a Doug Yule (baskytara, varhany, doprovodné vokály). Koncertní verze písně vyšly například na albech 1969: The Velvet Underground Live, Final V.U. 1971-1973 a The Complete Matrix Tapes. Podle písně bylo pojmenováno kompilační album What Goes On z roku 1993, stejně jako fanzin, který vydávali Mike „MC“ Kostek a Phil Milstein. Vlastní verze písně v pozdějších letech nahrála řada interpretů. Patří mezi ně například Bryan Ferry (album The Bride Stripped Bare, 1978), The Feelies (Only Life, 1988) a Elizabeth Mitchell (You Are My Little Bird, 2006). Kapela Screaming Trees přispěla coververzí písně na album Heaven & Hell - A Tribute to The Velvet Underground (Fifteen Minutes: A Tribute to The Velvet Underground).